# 喬·湯森
喬·湯森（Joe Thomson，1997年1月14日—）是蘇格蘭的一位職業足球選手，在場上的位置是中場。他現在效力於蘇格蘭足球超級聯賽球隊凱爾特人足球俱樂部。他也是蘇格蘭國青隊的一員。